# George W. Johnson

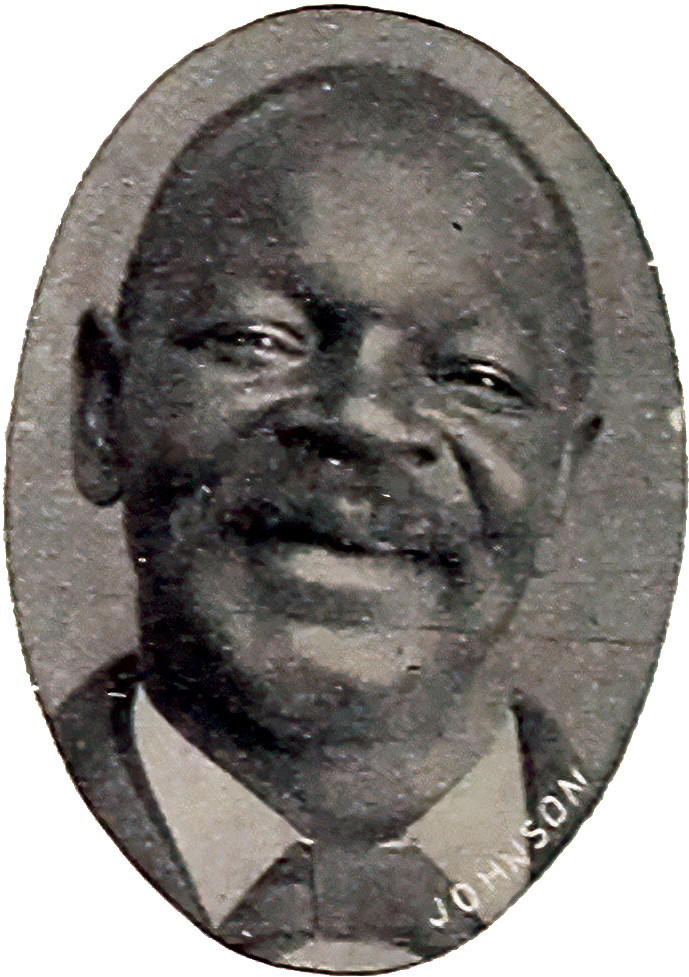
George W. Johnson (1898)

George Washington Johnson (* 1846 oder 1850 in Virginia; † vermutlich 23. Januar 1914 in New York City) war ein afroamerikanischer Sänger und einer der ersten Stars der aufkeimenden Musikindustrie. Seine Karriere dauerte von 1890 bis etwa 1910.

## Leben
Johnson wurde um 1846 auf einer Plantage in Virginia in die Sklaverei geboren. Ab 1890 machte er für verschiedene Unternehmen in der Gegend von New York und New Jersey Aufnahmen für Phonographen. Sein bekanntestes Stück war der Laughing Song, vermutlich eine Eigenkomposition, die allein bis 1894 in 25.000 Kopien verkauft wurde, was für damalige Verhältnisse eine äußerst hohe Zahl war.
In dieser Anfangszeit der Musikindustrie war jede Aufnahme ein Original, da jeder Wachszylinder für die Phonographen eigens aufgezeichnet werden musste, solange keine geeignete Kopiertechnik entwickelt worden war. Der Sänger stand vor bis zu fünf Aufnahmegeräten, so dass bei einer Aufnahme bis zu fünf Kopien entstanden. Zur Massenproduktion musste Johnson seinen Hit wieder und wieder aufnehmen, bis zu 50 Mal an einem Tag.
Ein zweiter Hit Johnsons war Whistling Coon, geschrieben von Sam Devere. Daneben nahm er u. a. Laughing Coon und Whistling Girl auf, im Wesentlichen Variationen seiner beiden Hits.
Johnson starb vermutlich am 23. Januar 1914 eines natürlichen Todes und wurde in einem unmarkierten Grab auf dem Maple Grove Friedhof in Kew Gardens, Queens County, New York, USA beerdigt.

## Gerüchte
Lange Zeit wurde geglaubt, Johnson sei wegen Mordes an seiner Frau hingerichtet worden. Erst in den 1970ern erbrachte der Musikforscher James Ulysses Walsh den Nachweis, dass dies eine Legende ist. In Wahrheit gab es Nachforschungen, nachdem Johnsons dritte Frau gewaltsam ums Leben gekommen war, wie auch seine beiden ersten Frauen. Das Verfahren wurde jedoch eingestellt.

## Ehrungen
2013 wurde seine Aufnahme von The Laughing Song (ca. 1896) in die National Recording Registry der Library of Congress aufgenommen.
Am 12. April 2014, ein Jahrhundert nach Johnsons Tod, wurde der Sänger in einer Zeremonie anlässlich der Enthüllung einer Gedenktafel geehrt. Die Zeremonie umfasste eine Prozession zu seinem Grab, Gedenkworte von Tim Brooks und eine Gesangsdarbietung des Liedes Laughing Song durch den Schauspieler Larry Marshall, der im zeitgenössischen Gewand als Johnson auftrat. Die Gedenktafel ist eine Spende von Friends of Maple Grove Cemetery, Inc. mit einem Zuschuss der MusiCares Foundation, Los Angeles.